# Wijken en buurten in Heeze-Leende
De Nederlandse gemeente Heeze-Leende is voor statistische doeleinden onderverdeeld in wijken en buurten. De gemeente is verdeeld in de volgende statistische wijken:
- Wijk 00 Heeze (CBS-wijkcode:165800)
- Wijk 01 Leende (CBS-wijkcode:165801)
- Wijk 02 Leenderstrijp (CBS-wijkcode:165802)
- Wijk 03 Sterksel (CBS-wijkcode:165803)

Een statistische wijk kan bestaan uit meerdere buurten. Onderstaande tabel geeft de buurtindeling met kentallen volgens het Centraal Bureau voor de Statistiek (2008):
| CBS-buurtcode | Buurtnaam                                 | Inwonertal | Opp. totaal (ha) | Opp. land (ha) | Ligging                |
| ------------- | ----------------------------------------- | ---------- | ---------------- | -------------- | ---------------------- |
| BU16580000    | Heeze                                     | 8840       | 321              | 321            | Locatie in de gemeente |
| BU16580001    | Bedrijventerrein De Poortmannen           | 30         | 32               | 32             | Locatie in de gemeente |
| BU16580009    | Verspreide huizen Heeze                   | 640        | 4250             | 4196           | Locatie in de gemeente |
| BU16580100    | Leende                                    | 3340       | 272              | 271            | Locatie in de gemeente |
| BU16580101    | Villawijk Boschhoven                      | 160        | 67               | 67             | Locatie in de gemeente |
| BU16580108    | Verspreide huizen Groote Heide            | 100        | 2314             | 2279           | Locatie in de gemeente |
| BU16580109    | Verspreide huizen Zevenhuizense Heide     | 200        | 878              | 867            | Locatie in de gemeente |
| BU16580200    | Leenderstrijp                             | 410        | 136              | 136            | Locatie in de gemeente |
| BU16580209    | Verspreide huizen Dijkse Heide            | 80         | 478              | 476            | Locatie in de gemeente |
| BU16580300    | Sterksel                                  | 760        | 203              | 203            | Locatie in de gemeente |
| BU16580308    | Verspreide huizen ten zuiden van Sterksel | 120        | 412              | 412            | Locatie in de gemeente |
| BU16580309    | Verspreide huizen ten oosten van Sterksel | 450        | 1149             | 1138           | Locatie in de gemeente |